# Ocotea neblinae
Ocotea neblinae är en lagerväxtart som beskrevs av C. K. Allen. Ocotea neblinae ingår i släktet Ocotea och familjen lagerväxter. Inga underarter finns listade i Catalogue of Life.